# Кярі Памю Памю
Кя́рі Па́мю Па́мю (яп. きゃりーぱみゅぱみゅ) — японська співачка, блогерка, підприємиця, модель та модельєрка. Справжнє ім'я — Кіріко Такемура (яп. 竹村 桐子). Її фото можна віднести до японських стилів «Кавай» і «Декора». Її музику пише Ясутака Накату з електронного музичного дуету Capsule.[джерело?]
Кярі стала відома завдяки синглу «PonPonPon» (2011). На даний момент у неї три повноцінних альбоми — "Pamyu Pamyu Revolution (2012), «Nanda Collection» (2013) і «Pika Pika Fantajin» (2014).

## Біографія
Спочатку вона завела блог про моду. Цей інтерес розвинувся в роботі моделлю для журналів про моду в стилі Харадзюку. Домігшись скандальної популярності і ставши впізнаваною як модель, вона запустила власний бренд накладних вій. Потім стала працювати з продюсером групи Perfume Ясутакою Наката і засновником бренду «%6 Doki Doki Fashion» Себастьяном Масудою над своїм сольним музичним проектом. Перша ж її пісня «Pon Pon Pon» (з міні-альбому «Moshi Harajuku»), до якої було знято, за твердженням сайту MTV Iggy, «відео жахів», «перевернула світ джей-попу з ніг на голову». Відео стало вірусним.

## Альбоми
| № | Назва                                                     | Дата випуску   | Найв. позиція              | Сертифікації   |
| № | Назва                                                     | Дата випуску   | Oricon Weekly Albums Chart | Сертифікації   |
| - | --------------------------------------------------------- | -------------- | -------------------------- | -------------- |
| — | Moshi Harajuku (яп. もしもし原宿) - Міні-альбом           | 17 серпня 2011 | 18                         |                |
| 1 | Pamyu Pamyu Revolution (яп. ぱみゅぱみゅレボリューション) | 23 травня 2012 | 2                          | JP: Золотий    |
| 2 | Nanda Collection (яп. なんだこれくしょん)                 | 26 червня 2013 | 1                          | JP: Платиновий |
| 3 | Pika Pika Fantajin (яп. ピカピカふぁんたじん)             | 9 липня 2014   | 1                          | JP: Золотий    |

## Музичні відео
| Рік  | Назва                                                               | Режисер      |
| ---- | ------------------------------------------------------------------- | ------------ |
| 2011 | «PONPONPON [Архівовано 21 жовтня 2016 у Wayback Machine.]»          | Дзюн Тамукай |
| 2012 | «Tsukematsukeru [Архівовано 8 грудня 2013 у Wayback Machine.]»      | Дзюн Тамукай |
| 2012 | «CANDY CANDY [Архівовано 9 січня 2014 у Wayback Machine.]»          | Дзюн Тамукай |
| 2012 | «Fashion Monster [Архівовано 21 грудня 2013 у Wayback Machine.]»    | Дзюн Тамукай |
| 2013 | «furisodeshon [Архівовано 15 січня 2014 у Wayback Machine.]»        | Дзюн Тамукай |
| 2013 | «Ninjya Re Bang Bang [Архівовано 24 липня 2017 у Wayback Machine.]» | Дзюн Тамукай |
| 2013 | «Invader Invader [Архівовано 17 грудня 2013 у Wayback Machine.]»    | Дзюн Тамукай |